# Dietmar Streitler
Dietmar Streitler (* 27. April 1962; † 25. Juni 2022) war ein österreichischer Ringer.

## Biografie
Dietmar Streitler belegte bei den Weltmeisterschaften 1983 den 16. Platz in der Klasse bis 68 kg im griechisch-römischen Stil.
Bei den Olympischen Sommerspielen 1984 in Los Angeles wurde er in der Klasse bis 68 kg im griechisch-römischen Stil Sechster. Bei den Ringer-Europameisterschaften hatte er zuvor in der gleichen Klasse den siebten Platz belegt. 1987 belegte er bei den Weltmeisterschaften den 18. Platz in der Klasse bis 74 kg. Darüber hinaus war Streitler zweifacher österreichischer Meister.
Dietmar Streiler starb am 25. Juni 2022 nach einem Schlaganfall.